# میخاو میکووایچاک
میخاو میکووایچاک (لهستانی: Michał Mikołajczak؛ زادهٔ ۱۹ اوت ۱۹۸۶) بازیگر و صداپیشه اهل لهستان است.
از فیلم‌ها یا مجموعه‌های تلویزیونی که وی در آن‌ها نقش داشته است، می‌توان به کارگزار من، مادران، حالا یا هرگز!، دهن‌به‌دهن، قانون حقیقی، پدر متیو، دوران افتخار، کمیسر آلکس، در خیابان سپولنی، عشق اول، ۳۶۵ روز و ورشو ۴۴ اشاره نمود.